# Маттео д’Аджелло
Маттео д’Аджелло (итал.  Matteo d'Aiello) (около 1135, Салерно— 21 июля 1193, Палермо) — выдающийся государственный деятель Сицилийского королевства при королях Вильгельме I Злом, Вильгельме II Добром и Танкреде.
Маттео происходил из Салерно — континентальной столицы Сицилийского королевства. Собственно большую часть своей жизни он был известен под именем Маттео ди Салерно. Графство Аджелло было пожаловано Танкредом Ришару, сыну Маттео, в 1190 году, и новое родовое имя было перенесено на Маттео уже в конце его жизни. Тем не менее, в историю Маттео вошел именно с фамилией д’Аджелло.
Маттео обладал выдающимся юридическим образованием и был приближен ко двору всесильным «эмиром эмиров» Майо из Бари, заняв должность нотария. Исходя из состава сицилийской делегации на переговорах с папой Адрианом IV в 1156, закончившимся подписание Беневентского договора, историки делают вывод, что именно нотарий Маттео был подлинным автором этого договора. В последующие годы Маттео все более возвышался благодаря покровительству Майо, так что, по мнению Гуго Фальканда, Майо явно готовил молодого юриста себе в преемники. 10 ноября 1160 года Маттео, узнав о заговоре против Майо, тщетно предупреждал министра. Во время покушения, стоившего Майо жизни, Маттео, защищавший своего покровителя, был серьёзно ранен.
Верность Маттео возвысила его в глазах Вильгельма I, так что Маттео удалось спасти свой родной Салерно, когда король предполагал разрушить город за участие в мятежах 1160—1161 годов. После подавления всех мятежей Вильгельм I удалился от государственных дел, передоверив их трем министрам: евнуху Петру, избранному епископу Сиракуз Ричарду Палмеру и нотарию Маттео. Маттео сумел по памяти восстановить реестр земель и фьефов, сожженный мятежниками во время государственного переворота 9 марта 1161 года. Маттео получил титул протонотария
После смерти Вильгельма I, в начале регентства Маргариты Наваррской (1166) Маттео, хоть и занимал место в королевском совете, был оттеснен на вторые роли сначала евнухом Петром, а затем и кузеном королевы Стефаном дю Першем. Маттео предполагал стать канцлером королевства, но этот пост был пожалован Стефану. Оскорбленный Маттео перешел на сторону аристократической и церковной оппозиции, объединившейся против чужака Стефана дю Перша. Маттео принимал участие в заговоре Анри де Монтескальозо, а после ареста последнего в Мессине объединился с еще одним заговорщиком Джентиле, епископом Агридженто.
В марте 1168 года Маттео был арестован по приказу Стефана дю Перша, но и из палермского заключения продолжал контакты с остававшимися на свободе заговорщиками. Беспорядки в Мессине, вызванные самоуправством одного из французских сподвижников Стефана, стали катализатором восстания против канцлера. Мессинские мятежники заняли Реджо-ди-Калабрия, Рометту, Таормину, освободили Анри де Монтекальозо и Ришара Молизе и готовились к походу на Палермо. Вслед за этим в Палермо вспыхнуло восстание, возглавляемое бежавшим из тюрьмы Маттео д’Анджелло и дворцовым каидом Ришаром. Стефан дю Перш и его французские соратники были осаждены в колокольне кафедрального собора Палермо и, не имея надежды на помощь извне, вступили в переговоры с мятежниками. В соответствии с достигнутой договоренностью Стефану дю Першу и французам был предоставлен корабль, на котором они на следующий день навсегда покинули Сицилию.
После изгнания Стефана (1168) его противники разделили между собой власть и почести, фактически отстранив от дел королеву-регентшу Маргариту Наваррскую. Маттео вновь стал одним из важнейших членов королевского совета и получил должность вице-канцлера (пост канцлера после Стефана дю Перша был вакантным более 20 лет). Свои должность и влияние Маттео сохранил и при совершеннолетнем короле Вильгельме II. Хронист Ришар из Сан-Джермано называет Маттео и палермского архиепископа Уолтера Милля «двумя прочнейшими столпами королевства».
Маттео д’Аджелло был одним из немногих советников, последовательно выступавших против намерения Вильгельма II выдать свою тетку Констанцию, потенциальную престолонаследницу, за Генриха Гогенштауфена. Хотя этот брак и был заключен в 1186 году, а по настоянию Вильгельма II бароны королевства клялись в верности Констанции как наследнице короны, Маттео после смерти короля (1189) воспротивился передаче Сицилии в руки Констанции и её германского мужа. В развернувшейся борьбе за трон между двумя «национальными» кандидатами — Рожером ди Андрия и Танкредом ди Лечче — Маттео д’Аджелло решительно принял сторону последнего и добился его коронации в январе 1190 года. После этого Маттео провел удачные переговоры и убедил папу Климента III признать королём Сицилии Танкреда.

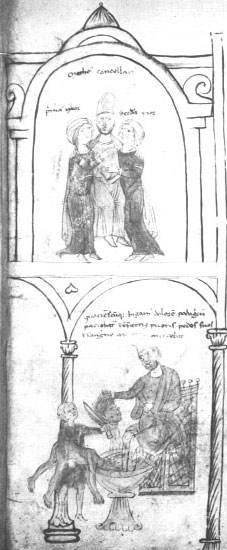
Маттео д’Аджелло изображён с двумя жёнами, затем моет ноги в крови детей. Иллюстрация из хроники Петра из Эболи.

За поддержку нового короля Маттео был щедро вознагражден Танкредом. Самому Маттео в 1190 году был пожалован пост канцлера, вакантный после бегства Стефана дю Перша в 1168 году. Старшему сыну Маттео Ришару было пожаловано графство Аджелло, второй сын Никола стал вскоре архиепископом Салерно.
В это время Маттео был уже серьёзно болен подагрой, от которой и умер в 1193 году. Основной хронист этой эпохи Сицилийского королевства Пётр из Эболи, ярый сторонник Гогенштауфенов, поэтому ненавидящий Танкреда и Маттео, утверждает в своей хронике, что Маттео пытался облегчить свои страдания, купаясь в крови новорожденных младенцев.
В Палермо Маттео д’Аджелло построил на свои средства церковь Маджионе — образец поздней сицилийско-норманнской архитектуры.